# هندسة معمارية بحرية

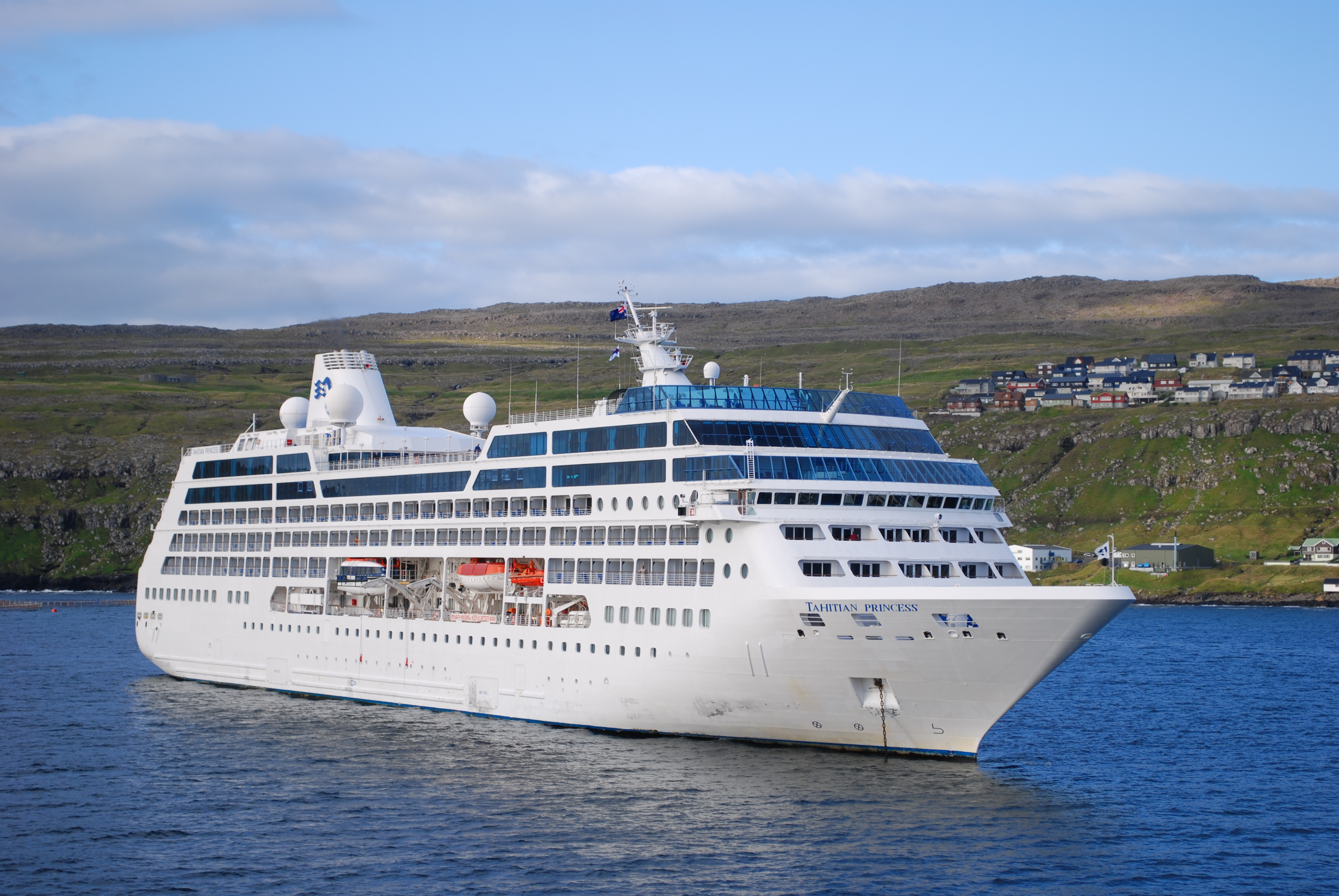
سفينة Tahitian Princess في تورسهافن، جزر فارو، أغسطس 2009

الهندسة المعمارية البحرية (بالإنجليزية: Naval architecture)‏ هي تخصص هندسي يتناول تصميم السفن والمنشآت البحرية وإنشاءها وصيانتها وتشغيلها. وتتضمن الهندسة المعمارية البحرية البحوث الأساسية والتطبيقية والتصميم والتطوير وتقييم التصميم وحساباته خلال جميع مراحل حياة المركبة البحرية. والتصميم الأولي للسفينة وتصميمها التفصيلي وبناؤها ومراحل الاختبار والتشغيل والصيانة والإطلاق وأحواض إصلاح السفن تُعتبر الأنشطة الرئيسية المشمولة في الهندسة المعمارية البحرية. وهناك حاجة أيضًا إلى حسابات تصميم السفن بالنسبة للسفن التي تخضع للتعديل (عن طريق التحويل أو إعادة البناء أو التحديث أو الإصلاح). كما تتضمن الهندسة المعمارية البحرية صياغة قواعد وأنظمة السلامة وقواعد التحكم في الأضرار واعتماد تصميمات السفن والمصادقة عليها لتلبية المتطلبات القانونية وغير القانونية.

## الموضوعات الرئيسية

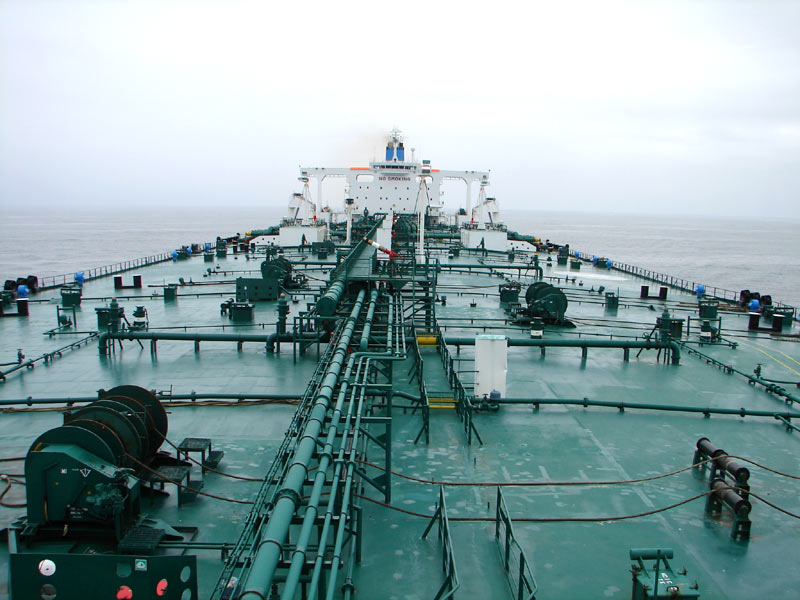
سطح إحدى ناقلات النفط.

تشكل كلمة «سفينة» شكل من أشكال القطع البحرية، بما في ذلك المركبة الطوافة والمركبة ذات الجناح الأرضي والطائرات المائية، المستخدمة أو التي يمكن استخدامها كوسيلة للنقل المائي. وتتمثل العناصر الرئيسية للهندسة المعمارية البحرية في:

مخطط هيئة لإحدى السفن يظهر بدن السفينة

- علم سكون الموائع

ينصب تركيز علم سكون الموائع (الهيدروستاتيكا) على الظروف التي تخضع لها السفينة لفترة حينما تكون ثابتة في الماء وقدرتها على البقاء عائمة. ويتضمن هذا حوسبة الطفوية، (الإزاحة) وغيرها من الخصائص الهيدروستاتيكية الأخرى.
الموازنة - قياس الميل الطولي للسفينة.
الاستقرار - قدرة السفينة على استعادة نفسها إلى الوضع العمودي بعد جنوحها بفعل الرياح أو البحر أو ظروف الحمولة.
- علم قوة الموائع

يهتم علم قوة الموائع بتدفق المياه حول بدن السفينة ومقدمة السفينة ومؤخرة السفينة وفوق أجسام مثل شفرات الرفاص أو الدفة أو عبر قنوات الدافع.
المقاومة - المقاومة تجاه الحركة في المياه التي تحدث بشكل رئيسي بسبب تدفق المياه حول بدن السفينة. ويتم احتساب طاقة التشغيل استنادًا إلى هذه المقاومة.
الدفع - لتحريك السفينة عبر المياه باستخدام الرفاصات والدوافع والنفاثات المائية والشراعات وما إلى ذلك. وأنواع المحركات هي في الأساس من نوع محركات الاحتراق الداخلي. وتعمل بعض السفن بالطاقة الكهربائية باستخدام الطاقة النووية أو الطاقة الشمسية.
حركات السفينة - تتضمن حركات السفينة في الطريق البحري وردود أفعالها في الموجات والرياح.
قابلية التحكم (المناورة) - تتضمن التحكم في الوضعية والحفاظ عليها وتوجيه السفينة
- الهياكل

تتضمن اختيار مواد الإنشاء والتحليل الإنشائي للقوة العالمية والمحلية للسفينة واهتزاز العناصر الهيكلية والردود الهيكلية للسفينة خلال السير في الطريق البحري.
- الترتيبات

يتضمن هذا التصميم التصوري، والمخطط والنهج، والوقاية من الحرائق، وتخصيص المساحات الهندسة البشرية والسعة.
- البناء

يتوقف البناء على المواد المستخدمة. عند استخدام الفولاذ أو الألومنيوم فإن هذا ينطوي على لحام الصفائح بعد اللف والوسم والقطع والثني كجزء من رسومات أو نماذج التصميم الإنشائي، يليها عملية التشييد والإطلاق. وتُستخدم تقنيات ربط أخرى لمواد أخرى مثل البلاستيك المقوى بالألياف والبلاستيك المقوى بالزجاج.

## العلم والحرفة

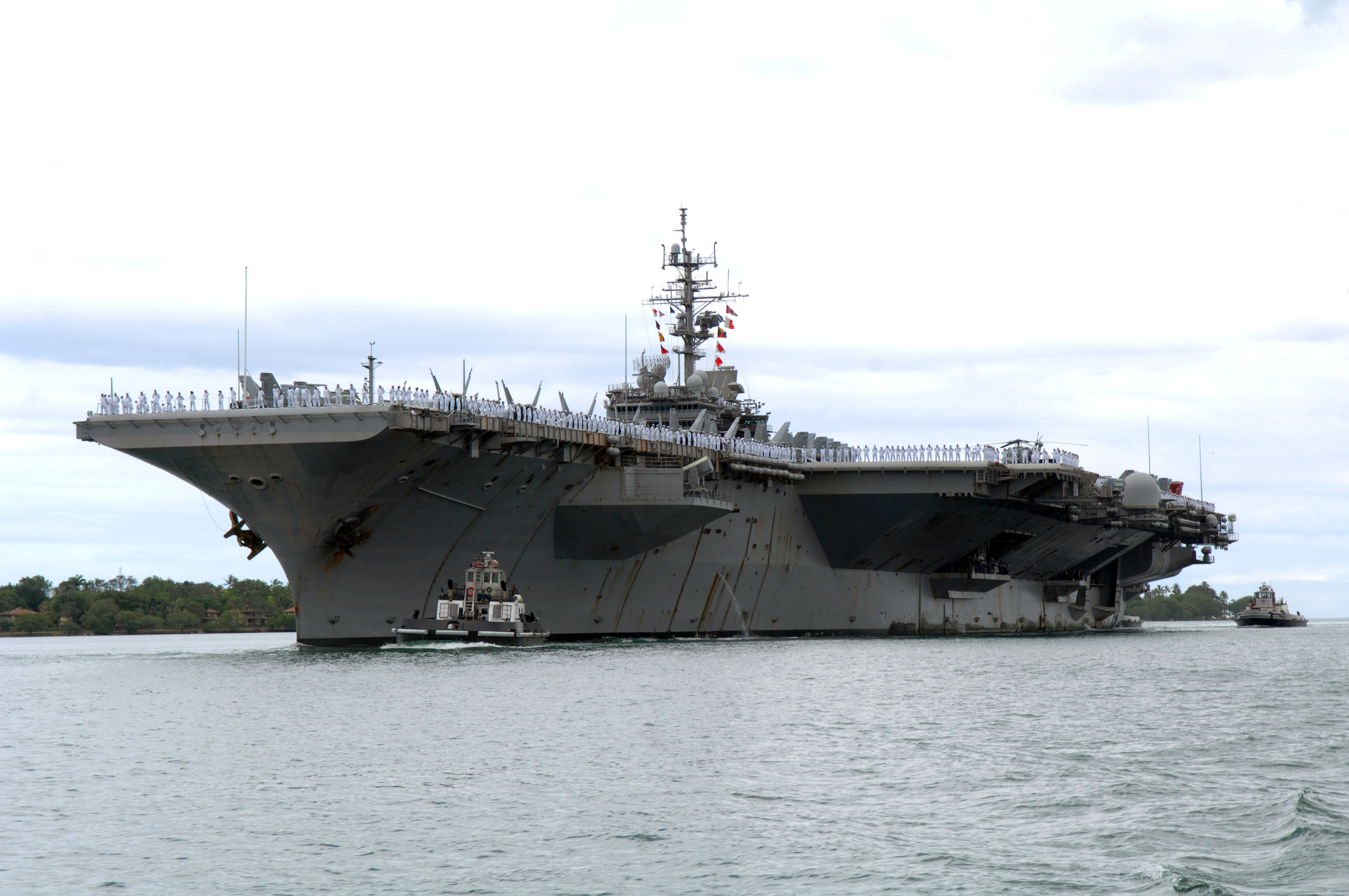
حاملة الطائرات يو إس إس كيتي هوك (CV 63) في القاعدة البحرية بيرل هاربر.

تقليديًا، كانت الهندسة المعمارية البحرية حرفة أكثر من كونها علمًا. وكان يتم الحكم على ملاءمة شكل السفينة من خلال النظر في نموذج نصفي للسفينة أو نموذج أولي. والأشكال التي تعوزها البراعة أو التحولات المفاجئة كانت تُعتبر محل استهجان لكونها تنطوي على عيوب. وتضمن هذا التجهيزات وترتيبات سطح السفينة وحتى التركيبات. وتم استخدام أوصاف ذاتية مثل تعوزها البراعة وكاملة ورائعة كبديل للمصطلحات الأكثر دقة المستخدمة اليوم. وكانت السفينة، ولا تزال، توصف بتمتعها بشكل ’حسن‘. وكلمة ’حسن‘ تدل ليس فقط على الانتقال السلس من المقدمة نحو مؤخرة السفينة ولكن أيضًا على أن الشكل كان ’قويمًا‘. وتنطوي عملية تحديد ما هو ’قويم‘ في موقف معين في حالة عدم وجود تحليل داعم نهائي على فن الهندسة المعمارية البحرية حتى يومنا هذا.
ومكنت أجهزة الكمبيوتر الرقمية الحديثة ذات التكلفة المنخفضة والبرامج المخصصة جنبًا إلى جنب مع الأبحاث المستفيضة لربط البيانات الحسابية واسعة النطاق وبيانات صهريج السحب مهندسي العمارة البحرية من التنبؤ على نحو أكثر دقة بأداء السفينة. وتُستخدم هذه الأدوات لتحقيق الاستقرار الثابت (السليمة والتالفة)، والاستقرار الديناميكي والمقاومة والقدرة وتطوير البدن والتحليل الهيكلي ونمذجة المياه الخضراء وتحليل التصادم. ويتم تبادل البيانات على نحو منتظم في المؤتمرات الدولية التي تُقام تحت رعاية RINA وجمعية المهندسين المعماريين البحريين والمهندسين البحريين (SNAME) وغيرها. ويتم تطبيق ديناميكيات الموائع الحسابية للتنبؤ برد فعل أحد الأجسام العائمة في البحر.

## المهندس المعماري البحري

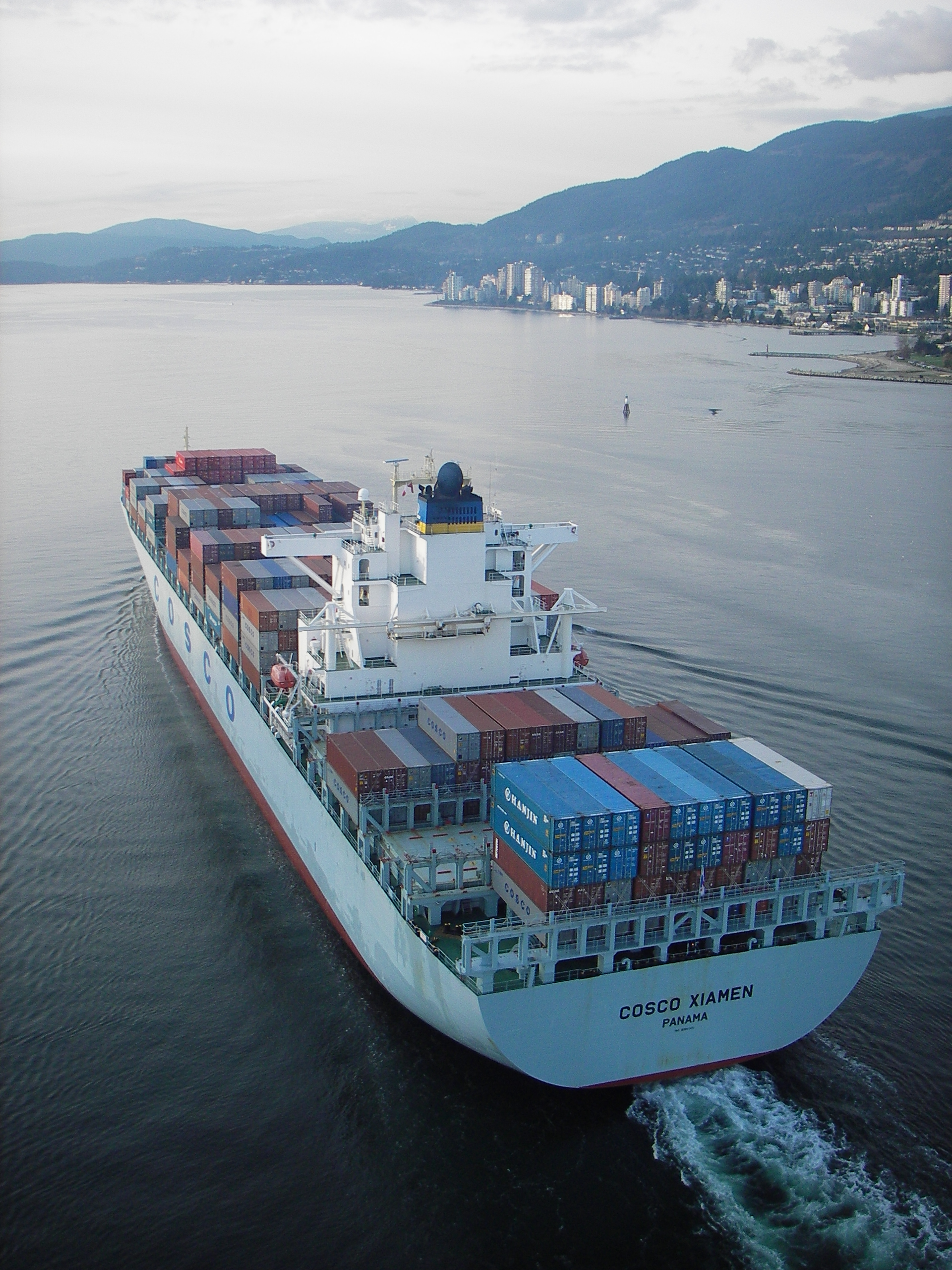
سفينة الشحن كوسكو زيامين أثناء مغادرتها منفذ بورارد (ميناء فانكوفر)

نظرًا للتعقيدات المرتبطة بالعمل في البيئة البحرية، فإن الهندسة المعمارية البحرية تُعد جهدًا تعاونيًا بين مجموعات من الأفراد ذوي المهارات الفنية ممن يكونون أيضًا متخصصين في مجالات معينة، وغالبًا ما يتم التنسيق بينهم بواسطة المهندس المعماري البحري القائد. وهذا التعقيد الطبيعي يعني أيضًا أن الأدوات التحليلية المتاحة هي أقل تطورًا بكثير من تلك الأدوات الخاصة بتصميم الطائرات والسيارات وحتى المركبات الفضائية. ويرجع السبب أساسًا في ذلك إلى ندرة البيانات حول البيئة التي يتعين على السفينة العمل فيها وتعقيد تفاعل الأمواج والرياح على الهيكل البحري.
والمهندس المعماري البحري هو مهندس يكون مسؤولاً عن تصميم وبناء و/أو إصلاح السفن والقوارب والسفن البحرية الأخرى والمنشآت البحرية، التجارية والعسكرية على حد سواء، بما في ذلك:
- السفن التجارية - ناقلات النفط وناقلات الغاز وسفن الشحن وناقلات البضاعة السائبة وسفن الحاويات
- عبّارات الركاب/السيارات، السفن السياحية
- السفن الحربية - الفرقاطات والمدمرات وحاملة الطائرات والسفن البرمائية
- الغواصاتومركبات تحت الماء
- كاسحات الجليد
- القارب عالي السرعة - الحوامة والسفن متعددة البدن والقارب المحلق
- قوارب العمل - البارجات وقوارب الصيد وسفن الإمدادات والقطر وأعمال المخاطيف وسفن الإمداد البحري وزوارق السحب والسفن الإرشادية وسفن الإنقاذ
- اليخوت والزوارق السريعة وغيرها من المراكب الترفيهية الأخرى
- المنصات البحرية والأعمال التطويرية تحت الماء

وبعض من هذه السفن هي من بين الهياكل المتحركة عالية القيمة والأكبر (مثل الناقلات العملاقة) والأكثر تعقيدًا (مثل حاملات الطائرات) التي ينتجها البشر. فهي تُعد الوسيلة الأكثر كفاءة لنقل المواد الخام والمنتجات المعروفة للإنسان في العالم. والهندسة المعاصرة في هذا النطاق هي في الأساس عبارة عن نشاط فريق يقوم به متخصصون في مجالات اختصاصهم وتخصصاتهم.
والمهندسون المعماريون البحريون يكملون هذه الأنشطة. ويتطلب هذا الدور القيادي الملح مؤهلات إدارية وقدرة على الجمع بين المطالب المتعارضة في أغلب الأحيان لمختلف قيود التصميم لإنتاج منتج يناسب الغرض المطلوب.
وبالإضافة إلى هذا الدور القيادي، توجد لدى المهندس المعماري البحري وظيفة متخصصة في ضمان تحقيق التصميم الآمن والاقتصادي والصالح للإبحار. وللقيام بكل هذه المهام، يجب أن يكون المهندس المعماري البحري على دراية جيدة بالعديد من الفروع الهندسية ويجب أن يكون في طليعة المجالات عالية التكنولوجية. ويجب أن يستخدم الخدمات التي يتيحها العلماء والمحامون والمحاسبون ورجال الأعمال على اختلاف أنواعهم وذلك على نحو فعال.
وعادة ما يعمل المهندسون المعماريون البحريون لصالح الترسانات البحرية وملاك السفن وشركات التصميم والشركات الاستشارية والشركات المصنعة للمعدات وشركات التصنيف والأجهزة التنظيمية (قانون البحرية) والقوات البحرية والحكومات.

## أماكن دراستها
تدرس الهندسة البحرية في مختلف البلدان العربية مثل مصر وليبيا وسورية والسعودية .
ويعتبر قسم الهندسة البحرية بكلية الهندسة بجامعة الإسكندرية وقسم الهندسة البحرية وعمارة السفن بكليه الهندسة جامعة بورسعيد والأكاديمية العربية للعلوم والتكنولوجيا والنقل البحري وكلية الدراسات البحرية بجامعة الملك عبد العزيز من ابرز مايدرس هذا المجال.